# Barbie

Logo Barbie

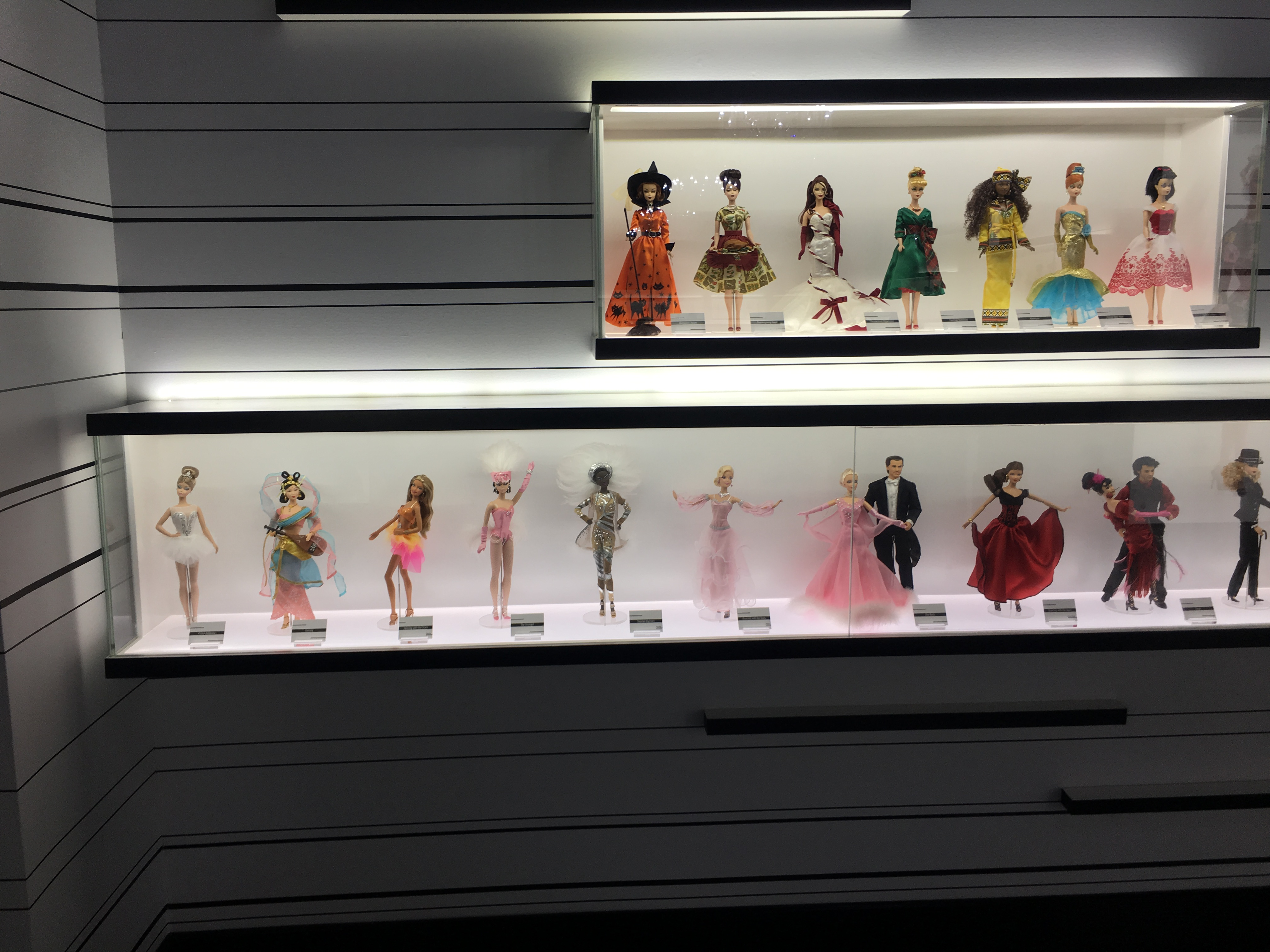
Výstava panenek Barbie na Barbie Expo (Les Cours Mont-Royal, Montreal 2017)

Barbie, celým jménem Barbara Millicent Roberts, je světově nejznámější a nejprodávanější panenka, poprvé představená na American International Toy Fair (největší veletrh hraček na Západě) 9. března 1959. Panenku vyrábí společnost Mattel, Inc.
Nejlépe prodávaná Barbie v historii firmy byla Totally Hair Barbie (známá mimo USA jako „Ultra Hair Barbie“), vytvořená v roce 1992.
V březnu 2018 přišel výrobce s novou řadou panenek, které představují 17 slavných žen ze současnosti i minulosti. Panenky představují například mexickou malířku Fridu Kahlo, americkou pilotku Amelii Earhartovou, italskou fotbalistku Saru Gamaovou, matematičku Katherine Johnsonovou, španělskou módní návrhářku Vicky Martínovou, francouzskou šéfkuchařku Hélenu Darrozeovou, polskou novinářku a horolezkyni Martynu Wojciecowskou, britskou černošskou boxerku Nicolu Adamsovou a olympijskou vítězku ve snowboardu Chloe Kimovou. Prodej panenek s podobou Fridy Kahlo se setkal s nesouhlasem jejích dědiců, kteří podobu považovali spíš za zpodobnění Barbie než za podobu umělkyně.
Většina panenek Barbie a jejich příslušenství je vyráběna v poměru přibližně 1:6. Tvůrcem panenky Barbie byla Ruth Handlerová (1916–2002). Vytvořila jí pro svou dceru Barbarru, po které panenku také pojmenovala. Barbie si zahrála také ve filmech.
Barbie má romantický vztah se svým přítelem Kenem (Ken Carson), který se po jejím boku poprvé objevil v roce 1961 v televizní reklamě.

## Přátelé a rodina
- George - otec Barbie
- Margaret - matka Barbie
- Skipper Roberts - nejstarší ze sester Barbie
- Stacie Roberts - druhá nejstarší sestra Barbie
- Chelsea Roberts - nejmladší ze sester Barbie
- Todd - dvouletý bratranec Barbie
- Ken - přítel Barbie
- Sauhy - blízký kamarád šestileté  Chelsey
- Scott - přítel Skipper
- Midge - nejlepší kamarádka Barbie
- Spoooty - nejlepší kamarádka Skipper
- Kessy - dítě Midge
- Olia - sestra Midge
- Mahyts - kluk, který se zamiloval do Chelsey
- Barbara - sestřenice Midge
- Niky - nejlepší kamarádka Barbie
- Tereza - nejlepší kamarádka Barbie
- Summer - nejlepší kamarádka Barbie
- Rakel - slečna, jež má zájem o Kena
- Ryan - bratr Rakel, jenž chce Kenovi vzít Barbie

## Filmy
- Barbie: v Louskáčku (2001)
- Barbie: Růženka (2002)
- Barbie: z Labutího jezera (2003)
- Barbie: Princezna a Švadlenka (2004)
- Barbie: Fairytopia (2005) (první část pěti dílů Fairytopia)
- Barbie: a kouzlo Pegasu (2005)
- Barbie: Sestry jedou kempovat (2005)
- Barbie: Hvězdy Hollywoodu (2005)
- Barbie: Mořská víla(Mermaidia) (2006) (druhý díl Fairytopia)
- Barbie: Deníček (2006)
- Barbie: a 12 tančících princezen (2006)
- Barbie: Kouzlo duhy (2007) (třetí díl Fairytopia)
- Barbie: jako Princezna z ostrova (2007)
- Barbie: Motýlí víla (2008) (čtvrtý díl Fairytopia)
- Barbie: a Diamantový zámek (2008)
- Barbie: a Kouzelné Vánoce (2008)
- Barbie: Thumbelina (2009)
- Barbie: a Tři Mušketýři (2009)
- Barbie: Příběh mořské panny (2010)
- Barbie: a Kouzelný módní salón (2010)
- Barbie: Tajemství víl (2011)
- Barbie: a Škola pro princezny (2011)
- Barbie: Dokonalé Vánoce (2011)
- Barbie: Příběh mořské panny 2 (2012)
- Barbie: Princezna a Zpěvačka (2012)
- Barbie: a Růžové balerínky (2013)
- Barbie: Mariposa a Květinová princezna (2013) (pátý díl Fairytopia)
- Barbie: a Poníková akademie (2013)
- Barbie: Perlová princezna (2014)
- Barbie: a Kouzelná dvířka (2014)
- Barbie: Odvážná princezna (2015)
- Barbie: Rock 'n Royals (2015)
- Barbie: Sestřičky a psí dobrodružství (2015)
- Barbie: Tajná agentka (2016)
- Barbie: Dreamtopia (2016)
- Barbie: Ve hvězdách (2016)
- Barbie a Sestřičky: Zachraňte pejsky (2016)
- Barbie: Ve světě her (2017)
- Barbie: a Magický delfín (2017)
- Barbie - Dreamtopia: Slavnosti zábavy (2017)
- Barbie - Dreamhouse Adventures: Záhada mořské víly (2019)
- Barbie: Dobrodružství princezny (2020)
- Barbie a Chelsea: Ztracené narozeniny (2021)
- Barbie: Velké město, velké sny (2021)
- Barbie: Síla mořských panen (2022)
- Barbie: Skipper a velké dobrodružství hlídání dětí (2023)
- Barbie a Stacie: Zachraňují (2024)
- Barbie and Teresa: Recipe for Friendship (2025)

- Barbie (2023) velkofilm

## Seriály
- Barbie: Life in the Dreamhouse (TV seriál) (2012)
- Barbie: Dreamtopia (TV seriál) (2016)
- Barbie: Dreamhouse Adventures (TV seriál) (2018)
- Barbie: Malibu Helper's Club (TV seriál) (2021)
- Barbie: Na to jsou potřeba dva (TV seriál) (2022)
- Barbie: Život ve městě (TV seriál) (2022)

## Zajímavost
Stříbrná mince s Barbie v hodnotě 1 TVD je zákonným platidlem v Tuvalu. Byla vyražena k 50. výročí vzniku panenky.